# Famiglia reale spagnola
La famiglia reale spagnola è composta dal re, dalla regina consorte, dalle loro due figlie e dai genitori del re. La famiglia reale spagnola appartiene al Casato dei Borbone di Spagna. L'appartenenza alla famiglia reale è definita con regio decreto e si compone del Monarca di Spagna, la o il consorte del sovrano, i genitori del sovrano, i figli del sovrano e, se diverso dai precedenti, l'erede al trono di Spagna.
La famiglia reale spagnola non deve essere confusa con la famiglia del Re, che fa riferimento alla famiglia estesa del sovrano.

## Titoli e trattamento
I titoli ed i trattamenti della famiglia reale sono i seguenti:
- L'occupante del trono è il Re o la Regina, insieme ad altri titoli appartenenti alla Corona o appartenenti a membri della famiglia reale. Lui o lei è designato Sua Maestà (Su Majestad).
- La moglie del Re riceve il titolo di Regina con la designazione di Sua Maestà.
- Il marito della Regina regnante riceve il titolo di Principe o Re consorte ed è designato Sua Maestà.
- L'erede apparente o erede presunto porta il titolo di Principe delle Asturie con il trattamento di Sua Altezza Reale (Su Alteza Real). Il consorte di un Principe o Principessa delle Asturie detiene il titolo di Principessa o Principe delle Asturie con l'appellativo di Sua Altezza Reale.
- I figli e le figlie del Re, che non sono Principe o Principessa delle Asturie, nonché i figli del Principe o Principessa, portano il titolo di Infante o Infanta di Spagna, e sono designati come Sua Altezza Reale. I figli di un Infante o Infanta hanno il rango di Grande, e l'appellativo di Sua Eccellenza (Su Excelencia).
- I coniugi vedovi e vedove del figlio o figlia del sovrano, che non sono il Principe o la Principessa delle Asturie, sono intitolati con la forma di indirizzo e riconoscimenti che il sovrano può accordare loro
- Il sovrano può anche concedere la dignità di Infante o Infanta ed il trattamento di Altezza.
- Se gli eredi di Re Juan Carlos I dovessero estinguersi, la Costituzione del 1978 riserva il diritto alle Cortes Generales di designare il ramo successore come può essere adatto per la Spagna.

## Attuali Membri della Famiglia Reale

### Membri della Famiglia Reale
- il re e la regina consorte sua moglie:
  - S.M. Don Felipe VI de Borbón y de Grecia, Re di Spagna
  - S.M. Doña Letizia Ortiz y Rocasolano, Regina Consorte di Spagna (moglie del Re)
- le figlie del re:
  - S.A.R. Doña Leonor de Borbón y Ortiz, Infanta di Spagna, Principessa delle Asturie (prima figlia ed erede del Re)
  - S.A.R. Doña Sofía de Borbón y Ortiz, Infanta di Spagna (seconda figlia del Re)
- i genitori del re:
  - S.M. Don Juan Carlos I de Borbón y de Borbón-Dos Sicilias, Re Emerito di Spagna (padre del Re)
  - S.M. Doña Sofia de Grecia y de Hanover, Regina Emerita (o Madre) di Spagna, nata principessa di Grecia (madre del Re)

### Membri della Famiglia del Re (Famiglia Reale Estesa)
- le sorelle del re:
  - S.A.R Doña Elena de Borbón y de Grecia, Infanta di Spagna, Duchessa di Lugo (prima sorella del Re)
  - S.A.R. Doña Cristina de Borbón y de Grecia, Infanta di Spagna, già Duchessa di Palma de Mallorca (seconda sorella del Re)
- i nipoti del re, figli delle sue sorelle:
  - S.E. Don Felipe de Marichalar y de Borbón, Grande di Spagna (figlio dell'Infanta Elena)
  - S.E. Doña Victoria de Marichalar y de Borbón, Grande di Spagna (figlia dell'Infanta Elena)
  - S.E. Don Juan Urdangarín y de Borbón, Grande di Spagna (primo figlio dell'Infanta Cristina)
  - S.E. Don Pablo Urdangarín y de Borbón, Grande di Spagna (secondo figlio dell'Infanta Cristina)
  - S.E. Don Miguel Urdangarín y de Borbón, Grande di Spagna (terzo figlio dell'Infanta Cristina)
  - S.E. Doña Irene Urdangarín y de Borbón, Grande di Spagna (figlia dell'Infanta Cristina)
- gli zii paterni del re:
  - S.A.R. Doña Margarita de Borbón y de Borbón-Dos Sicilias, Infanta di Spagna, Duchessa di Soria ed Hernani (seconda sorella del re emerito)
  - S.E. Don Carlos Zurita y Delgado, Grande di Spagna, Duca Consorte di Soria ed Hernani (marito dell'Infata Margarita)
- i cugini paterni del re:
  - S.E. Doña Simoneta Gómez-Acebo y de Borbón, Grande di Spagna (figlia dell'Infanta Pilar)
  - S.E. Don Bruno Gómez-Acebo y de Borbón, Grande di Spagna (secondo figlio dell'Infanta Pilar)
  - S.E. Don Luis Gómez-Acebo y de Borbón, Grande di Spagna (terzo figlio dell'Infanta Pilar)
  - S.E. Don Alfonso Zurita y de Borbón, Grande di Spagna (figlio dell'Infanta Margarita)
  - S.E. Doña María Zurita y de Borbón, Grande di Spagna (figlia dell'Infanta Margarita)

### Casato di Borbone-Due Sicilie
S.A.R Don Carlos Maria Alfonso Marcel di Borbone-Due Sicilie y Borbone-Parma, Infante di Spagna, Principe delle Due Sicilie, Duca di Calabria (1938-2015), cugino del Re, della famiglia di Borbone-Due Sicilie, ha ricevuto il titolo di Infante di Spagna con regio decreto 2412 datato 16 dicembre 1994. Sebbene si sia spesso affermato che questo titolo è stato concesso come riconoscimento allo status di Don Carlos di capo del Casato di Borbone-Due Sicilie, il testo del decreto non sostiene tale tesi. Il re si riferisce a "Las circunstancias excepcionales que concurren" (le circostanze eccezionali che concorrono) in Don Carlos. Il riferimento è alle circostanze, non alla singola circostanza. Il decreto cita poi nella figura di Don Carlos i legami tra la sua famiglia e la corona spagnola come una di quelle circostanze. Ad ogni modo, il re ha scelto di non dettagliare quali fossero tali circostanze.
Sebbene Don Carlos rivendichi di essere il legittimo Re delle Due Sicilie, la sua posizione è disputata. Don Carlos è anche il maggiore erede dell'Infanta Doña Mercedes, Principessa delle Asturie, la sorella maggiore di re Alfonso XIII di Spagna che fu erede presuntiva al trono per tutta la vita. (Alfonso XIII nacque alcuni mesi dopo la morte del padre; se fosse nata una femmina, Mercedes sarebbe diventata Regina; il primo figlio di Alfonso nacque solo dopo la morte della sorella) Il padre di Don Carlos, Don Alphonso de Borbón-Dos Sicilies e la madre di re Juan Carlos di Spagna erano fratello e sorella. La madre di Don Carlos appartiene alla famiglia dei Borbone-Parma che governavano il Ducato di Parma italiano. Sua moglie appartiene al ramo francese del Casato dei Borbone. La madre di sua moglie apparteneva al ramo brasiliano dei Borbone. Essendo un rappresentante della famiglia discendente da qualcuno che è diventato quasi Regina, discendente da due ex eredi presunti, avendo legami diretti (padre, madre, nonna, moglie, suocera) con tutti i rami della grande dinastia dei Borbone, e la famiglia che ha fornito la madre dell'attuale re è molto più rilevante per la Spagna di qualsiasi collegamento che Don Carlos potrebbe avere con il defunto da tempo Regno delle Due Sicilie.
Il titolo non si estende alla moglie di Don Carlos, nata S.A.R Anne Marie Brigitte Margherita d'Orléans, Fille de France, Principessa d'Orléans e membro della Casa reale francese. I loro figli avrebbero ordinariamente lo status di Grandee con il titolo di Eccellenza ma in generale usano il titolo di Principe(ssa) di Borbone-Due Sicilie in base alla discendenza del loro padre dagli ex Re delle Due Sicilie, anche se sua moglie è ufficialmente designata Sua Altezza Reale Principessa Anna di Borbone-Due Sicilie, Duchessa Vedova di Calabria.
Dal 1936 la madre di Don Carlos S.A.R. la principessa Alice di Borbone-Parma divenne Infanta di Spagna a seguito del matrimonio con l'Infante Alfonso (30 novembre 1901 - 3 febbraio 1964), primogenito del Principe Carlo di Borbone-Due Sicilie e di sua moglie Mercedes, Principessa delle Asturie.
- la II zia del re:
  - S.A.R. Doña Anna de Orléans y de Orléans Braganza, Grande di Spagna, Principessa delle Due Sicilie, Duchessa Vedova di Calabria (vedova dell'Infante Carlos)

## Membri precedenti della Famiglia Reale

### Membri viventi già appartenenti alla Famiglia Reale
- (1995-2010) S.E. Don Jaime de Marichalar y Sáenz de Tejada, già Grande di Spagna, già Duca Consorte di Lugo (cognato del re, ex marito dell'Infanta Elena)
- (1997-2023) S.E. Don Iñaki Urdangarin y Liebaert, già Grande di Spagna, già Duca Consorte di Palma de Mallorca (cognato del Re, ex marito dell'Infanta Cristina)

### Membri recentemente defunti della Famiglia Reale
- (1991) S.E. Don Luis Gómez-Acebo y Duque de Estrada (1934-1991), Grande di Spagna, Duca Consorte di Badajoz, Visconte de La Torre (zio del Re, marito dell'Infanta Pilar)
- (1993) S.A.R. Don Juan de Borbón y de Battenberg (1913-1993), Infante di Spagna, Conte di Barcellona (nonno paterno del re)
- (2000) S.A.R. Doña María de las Mercedes de Borbón-Dos Sicilias y de Orleans (1910-2000), Infanta di Spagna, Contessa Vedova di Barcellona, Principessa delle Due Sicilie (nonna paterna del re)
- (2015) S.A.R. Don Carlos de Borbón-Dos Sicilias y de Borbón-Parma (1938-2015), Infante di Spagna, Principe delle Due Sicilie, Duca di Calabria (zio II del re, cugino materno del re emerito)
- (2017) S.A.R. Doña Alice de Borbón-Parma y de Habsburgo-Lorena (1917-2017), Infanta di Spagna, Principessa di Parma, Principessa delle Due Sicilie, Duchessa Vedova di Calabria (prozia del re, vedova dell'Infante Alfonso Maria)
- (2020) S.A.R Doña Pilar de Borbón y de Borbón-Dos Sicilias (1936-2020), Infanta di Spagna, Duchessa di Badajoz, Viscontessa Vedova de la Torre (zia del re, prima sorella del re emerito)
- (2024) S.E. Don Fernando Gómez-Acebo y de Borbón (1974-2024), Grande di Spagna (cugino del Re, quarto figlio dell'Infanta Pilar)
- (2024) S.E. Don Juan Gómez-Acebo y de Borbón (1969-2024), Grande di Spagna, Visconte de la Torre (cugino del Re, primo figlio dell'Infanta Pilar)